# Піньєйрус (річка)
Піньєйрус (порт. Rio Pinheiros) — річка в бразильському штаті Сан-Паулу довжиною близько 30 км, відома тим, що протікає через місто Сан-Паулу. До 1920 року була відома як Журубатуба (Jurubatuba), назва була змінена на сучасну після перенесення річки до штучного русла.
| Бразилія | Це незавершена стаття з географії Бразилії. Ви можете допомогти проєкту, виправивши або дописавши її. |